# Opopoppa
Opopoppa var ett radioprogram och senare TV-program med Claes af Geijerstam som programledare. Radioprogrammet startade 1966 och TV-programmet kom att bli af Geijerstams genombrott i TV-sammanhang.
Programmet var inflytelserikt i popkretsar och lockade stora världsartister som Frank Zappa, Tina Turner, Todd Rundgren och Georgie Fame. Även svenska artister som Björn Skifs och Tomas Ledin uppträdde i programmet. Husbandet leddes av Lars Samuelson och i detta ingick bland andra Janne Schaffer. Schaffer har angett sin medverkan i programmet som viktig för hans utveckling som musiker då han fick chansen att spela med stora världsstjärnor.
Programmet sändes omväxlande från Skansen (Sollidenscenen), Gröna lund och Liseberg.[källa behövs] Från och med 1972 sändes programmet både i radio och i TV 2, 1973 även med Kisa Magnusson som biträdande programledare.[källa behövs]
Opopoppa är en av titlarna i boken Tusen svenska klassiker (2009).
Producenter Leif Aldal Och Kerstin Franzén.

### Fotnoter
1. ↑  ”Talarforum”. http://www.talarforum.se/claesclabbe.afgeijerstam. Läst 24 juni 2011.
2. 1 2 3  Gradvall et al 2009, #341